# Agenda (reunión)

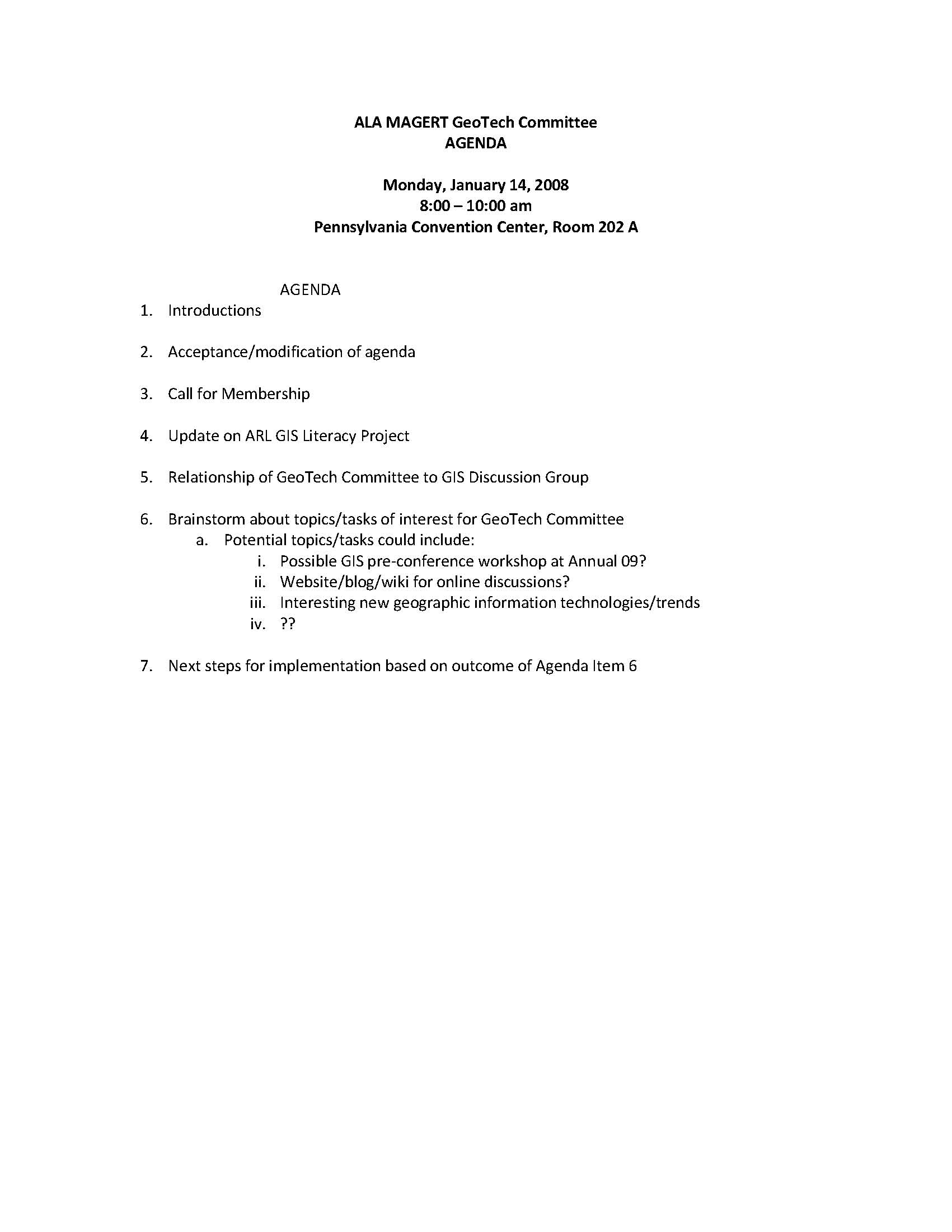
Programa de una reunión del grupo GeoTech MAGERT.

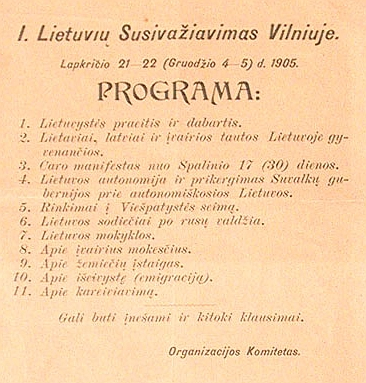
Programa u orden del día de una reunión.

Una agenda o programa u orden del día es una lista de puntos a ser discutidos en una determinada reunión.

## Etimología
La palabra agenda es originalmente un término latino en plural para denotar las “acciones por acometer”, cada una de estas referida originalmente como agendum. Es palabra singular cuyo plural es agendas.
Denomina el libro o cuaderno en que se apunta aquello que se ha de hacer, y la relación ordenada de asuntos, compromisos o quehaceres de una persona en un período o que han de tratarse en una junta.

## Contenido y formato de la agenda
En reuniones de negocios e instituciones públicas y privadas, la agenda de la reunión se conoce también como orden del día. Generalmente, la agenda se distribuye a los participantes de una reunión antes de ella, para que estén enterados de los temas que se discutirán y puedan prepararse.
En el procedimiento parlamentario, el orden del día no es vinculante para la asamblea a menos que sus propias reglas así lo exijan, o haya sido adoptado como el programa de la reunión por mayoría de votos al inicio de la sesión. De lo contrario, es simplemente una orientación para el presidente de la asamblea.
Si un orden del día es obligatorio para una asamblea, y aparece una hora específica en la convocatoria de la reunión, solo se puede iniciar a esa hora, incluso si otro asunto se encuentra pendiente de finalizar. Si se desea hacer otra cosa, las reglas pueden ser suspendidas con ese propósito.
En reuniones de tipo científico o académico, se prefiere el uso de la palabra programa. 
Generalmente la agenda u orden del día tiene como encabezado la fecha, la hora y el lugar de la reunión, y le siguen una serie de puntos que conforman el contenido de la reunión.

## Elementos del orden del día
Típicamente, los puntos en un orden del día pueden ser:
- Bienvenida y apertura de la sesión.
- Comentarios a los puntos del orden del día.
- Revisión y aprobación del acta de la reunión anterior.
- Discusión de los asuntos pendientes de la reunión anterior.
- Lista de los puntos específicos para tratar en la reunión. Esta parte es el cuerpo principal de la reunión, por lo cual tiene el contenido más significativo.
- Otros puntos que permiten a los asistentes expresar sus áreas de atención.
- Acuerdos y anuncios para la próxima reunión.
- Cierre de la reunión.